# 克罗梅日什总主教宫
克罗梅日什总主教宫（德語：Schloss Kremsier, 捷克語：或Arcibiskupský zámek）位于捷克共和国克罗梅日什, 曾经是奥洛穆茨主教和总主教（自1777年起）的主要驻地。

## 歷史
1497年，斯坦尼斯拉斯主教在此建立府邸。这座建筑为哥特式风格，带有文艺复兴细节。三十年战争期间，城堡遭瑞典军队洗劫（1643） 。
直到1664年，一位来自列支敦士登的主教委托建筑师菲利贝托·卢切塞将宫殿改建为巴洛克风格。卢切塞在克罗梅日什最重要的作品是城堡前面的快乐花园。卢切塞于1666年去世后，乔瓦尼·彼得罗·屯卡拉完成了花园，其重建的风格令人想起他所属的都灵学派。
1752年3月大火烧毁城堡之后，汉密尔顿主教委托帝国的两大艺术家，弗朗茨·安东·茂伯特施茨和约瑟夫·斯特恩用他们的作品来装饰宫殿的大厅。除了他们的画作，宫中尚设有一个艺术收藏品，通常被认为是捷克第二好的，其中包括提香最后的一幅神话绘画《马耳叙阿斯被阿波罗剥皮》。收藏品中最大的一部分是查理主教于1673年在科隆收购。宫中还包含一个杰出的音乐档案馆和拥有33,000册图书的图书馆。

## 世界遗产
1998年，联合国教科文组织将宫殿和花园列为世界遗产，解释说“城堡是一在欧洲大量留存的贵族或王室住所中，一个虽然很好但并不突出的例子。相反，快乐花园是一个非常罕见的，基本完好的巴洛克式花园的例子" 。除了规则的花坛以外，这里还有一个不规则的十九世纪的英式庭园，在1997年洪水期间遭到破坏。
米洛斯·福曼的电影《莫扎特传》中，表现维也纳的霍夫堡皇宫的场景是在此拍摄（莫扎特实际上从未访问过克罗梅日什）。